# Campanula foliosa
Campanula foliosa là loài thực vật có hoa trong họ Hoa chuông. Loài này được Ten. mô tả khoa học đầu tiên năm 1811.